# Max Ebert
Max Ebert, född 4 augusti 1879 i Stendal, provinsen Sachsen, död 15 november 1929 i Berlin, var en tysk arkeolog.
Efter studier i Innsbruck, Heidelberg, Halle och Berlin blev Ebert assistent vid statsmuseet i Berlins förhistoriska avdelning 1906-14. 1919 blev han docent i förhistoria vid universitetet i Königsberg och 1921 extraordinarie professor där. 1922 blev han ordinarie professor i Riga, 1923 i Königsberg och 1927 i Berlin. Ebert gjorde sig främst känd som en framstående fältarkeolog, universitetslärare och organisatör. Hans fältundersökningar berörde tre olika områden: Sydryssland, de baltiska provinserna och Ostpreussen. Inom sydrysk arkeologi författade han ett flertal arbeten, däribland flera större tidskriftsartiklar där han framförde tanken att germaner redan vid tiden för Kristi födelse fanns i Ryssland. Därutöver skrev han sammanfattningen Südrusland im Altertum (1921), som på sin tid ansågs vara den bästa och mest lättillgängliga översikten av Sydrysslands fornhistoria. Redan före första världskrigets utbrott hade Ebert bedrivit arkeologiska forskningar i Baltikum, där han var den förste, som utförde grävningar efter moderna, vetenskapliga principer. Sina bidrag till baltisk arkeologi framlade han främst fram i ett antal tidskriftsartiklar. Av särskild betydelse var den utgrävning, som Ebert företog vid Wöcklitz och i Meislatein vid Elbing i Ostpreussen, där han påträffade platsen för den under vikingatiden betydande staden Truso. Resultatet av dessa undersökningar, sammanställda med de historiska uppgifterna om Truso, offentliggjorde Ebert i Truso (1926). Sin organisatoriska förmåga visade Ebert framför allt genom utgivandet av Reallexicon der Vorgeschichte 1924-29, vars sista band fullbordades kort före hans död. Dessutom grundlades och utgavs av honom skriftserien Vorgeschichtliche Forschungen (1924 ff.) och den från 1926 årligen utkommande översikten Vorgeschichtliches Jahrbuch.